# Otoño tardío
Otoño tardío (秋日和 Akibiyori, lit. "Un tranquilo día de otoño"?) es una película dramática japonesa de 1960 dirigida por Yasujirō Ozu. Está protagonizada por Setsuko Hara y Yoko Tsukasa como madre e hija, y basada en una historia de Ton Satomi.
Otoño tardío sigue los intentos de tres hombres mayores de ayudar a la viuda de un amigo fallecido a casar a su hija. La hija no está muy contenta con las propuestas, principalmente debido a su renuencia a dejar sola a su madre. La película fue seleccionada como la entrada japonesa a la Mejor Película en Lengua Extranjera en la 33.ª edición de los Premios de la Academia, pero no fue aceptada como nominada. Si bien no es una de las obras por las que Ozu es más conocido, Otoño tardío es muy apreciada por la crítica.

## Trasfondo
La película comienza con una vista de la recién terminada Torre de Tokio, que sigue el modelo de la Torre Eiffel pero es ligeramente más alta: un símbolo de Japón, que se levantaba nuevamente después de la guerra perdida. Akiko es viuda, pero no una de las viudas guerreras de las que trataban las películas anteriores de Ozu. Yuriko, amiga de la hija de Ayako, es la joven moderna. Se la puede ver en casa usando jeans y más tarde en la escena de discusión con los ancianos, se niega a que la llamen en la forma infantil "Yuri-chan". Como en Viaje a Tokio, la pernoctación (aquí en Nikkō, se cita el monte Nantai con una vista de su lado ideal y cónico) se muestra en un ryokan grande y ruidoso. – El título de la película Otoño tardío alude al nombre de la madre: Akiko significa literalmente “niño otoñal”.

## Trama
Tres amigos de mediana edad y antiguos compañeros de universidad, Mamiya (Shin Saburi ), Taguchi (Nobuo Nakamura) e Hirayama (Ryūji Kita ), se reúnen para un servicio conmemorativo en el séptimo aniversario de la muerte de un difunto amigo de la universidad, Miwa. La viuda de Miwa, Akiko (Setsuko Hara), y su hija de 24 años, Ayako (Yoko Tsukasa), también están presentes. Los tres amigos comentan entre ellos lo atractiva que se ha mantenido Akiko incluso después de los cuarenta.
El grupo conversa sobre su opinión compartida de que es hora de que Ayako se case. Taguchi les dice que tiene un posible pretendiente para Ayako, pero luego resulta que el hombre ya tiene una prometida. En cambio, Mamiya ofrece a su empleado, Goto (Keiji Sada ), como otra pareja, pero Ayako le confía en privado a Akiko que no desea casarse. Ayako, que vive sola con Akiko, es cercana a su madre, que enseña costura.
Ayako se encuentra con Goto un día en la oficina de Mamiya. Durante un viaje de senderismo, un colega se ofrece a presentarle a Ayako nuevamente. Ayako y Goto comienzan a salir, pero Ayako no está dispuesta a casarse porque eso significaría que Akiko vivirá sola. Ayako le plantea a Mamiya su teoría de que "el romance y el matrimonio podrían estar separados". Los tres amigos piensan que todo esto es una excusa y comienzan a especular que Ayako se casará si Akiko se vuelve a casar. Los otros dos ofrecen a Hirayama, un viudo, como posible compañero de Akiko para volver a casarse. Hirayama les advierte que no sigan adelante con su plan, pero después de discutirlo con su hijo, cambia de opinión.
Hirayama ahora se acerca a Taguchi y Mamiya en busca de ayuda. Sin embargo, antes de que puedan contarle el tema a Akiko, Mamiya, sin tacto, le informa a Ayako sobre su plan. Pensando que su madre sabía sobre esto, una infeliz Ayako va a casa para interrogarla y luego se va a la casa de su colega y amiga Yuriko (Mariko Okada) enojada. Yuriko, sin embargo, aprueba el nuevo matrimonio de Akiko. Ella le dice a Ayako que no sea egoísta, lo que genera el disgusto de Ayako.
Disgustada, Yuriko se enfrenta a los tres amigos y descubre la verdad por ellos. Mamiya se disculpa por su percance; sin embargo, al ver su causa, Yuriko decide ayudar a Hirayama. Cuando Akiko y Ayako realizan su último viaje juntas, Akiko le dice a su hija que ha decidido no casarse. Ella insta a Ayako a que no se preocupe por ella. Con esa seguridad, Ayako se casa con Goto, dejando a su madre sola.

## Elenco
| Actor              | Papel              |
| ------------------ | ------------------ |
| Setsuko Hara       | Akiko Miwa         |
| Yoko Tsukasa       | Ayako Miwa         |
| Mariko Okada       | Yuriko Sasaki      |
| Keiji Sada         | Shotaru Goto       |
| Miyuki Kuwano      | Michiko            |
| Shin'ichirō Mikami | Koichi             |
| Shin Saburi        | Soichi Mamiya      |
| Chishu Ryu         | Shukichi Miwa      |
| Nobuo Nakamura     | Shuzo Taguchi      |
| Kuniko Miyake      | Nobuko             |
| Sadako Sawamura    | Fumiko             |
| Ryūji Kita         | Seiichiro Hirayama |
| Fumio Watanabe     | Tsuneo Sugiyama    |
| Ayako Senno        | Shigeko Takamatsu  |
| Yuriko Tashiro     | Yoko               |
| Tsusai Sugawara    | Cliente de sushi   |

## Recepción
Otoño tardío tiene un índice de aprobación del 100% en Rotten Tomatoes. En una reseña de 1973, Nora Sayre del New York Times elogió las actuaciones de Hara y Tsukasa y escribió: "Apenas se menciona el amor cuando surge el tema del matrimonio. Pero el enorme afecto entre padres e hijos, y entre viejos amigos, se revela como rara vez aparece en la pantalla: a menudo, se muestra a través de las pequeñas bromas que las personas íntimas hacen a expensas de los demás".
En 2009, la película ocupó el puesto 106 en la lista de las mejores películas japonesas de todos los tiempos según la revista de cine japonesa Kinema Junpo. En 2010, el crítico Peter Bradshaw otorgó a la obra cinco estrellas y escribió que la obra es "tan tonalmente ambigua y moralmente compleja como cualquier cosa que haya hecho". En Time Out, Trevor Johnston escribió que "la película ofrece tanto placer estético puro como, digamos, Wong Kar-Wai, pero en última instancia es a nivel humano donde más conmueve. [...] La actitud poco demostrativa pero consciente de Hara La media sonrisa en la escena final registra la inevitable paradoja de amar y perder".  El crítico Derek Malcolm lo elogió como "un comentario sobre las costumbres japonesas que [supera] la nacionalidad y [logra] un atractivo universal".
El crítico Dennis Schwatz también elogió la películaː "Yasujiro Ozu (“Early Spring”/”Tokyo Story”/”Late Spring”) filma en su forma habitual con una cámara fija y muchos primeros planos. Cuenta una comedia/drama doméstico sobre matrimonios concertados y padres que se sacrifican por sus hijos [...,,] Es una película melodramática brillantemente concebida e interpretada, llena del resplandor de amor y conflicto de una tranquila familia de clase media. Ozu parece fascinado por transmitir la creciente brecha generacional entre jóvenes y mayores, y se pone del lado de la juventud y la necesidad de cambio sin cambiar todo [...] Hay tanto firmeza como gentileza en la forma en que se desarrolla la historia, mostrando que el cambio es inevitable pero que sería una tontería descartar todos los valores tradicionales. También muestra las grietas en una sociedad patriarcal, donde las mujeres demuestran ser más sabias y tener más control. Ozu provoca una profunda emoción en algo común y corriente que enfrentan muchas familias. Dijo: “Quiero que la gente sienta sin recurrir al drama”. Esta película bellamente revelada cumple fácilmente con ese propósito."

### Medios domésticos
En 2011, el British Film Institute lanzó una edición de formato dual de la Región 2 (Blu-ray + DVD). Con este comunicado se incluye una presentación en definición estándar de Amad a la madre (1934) de Ozu.